# Qualification de type

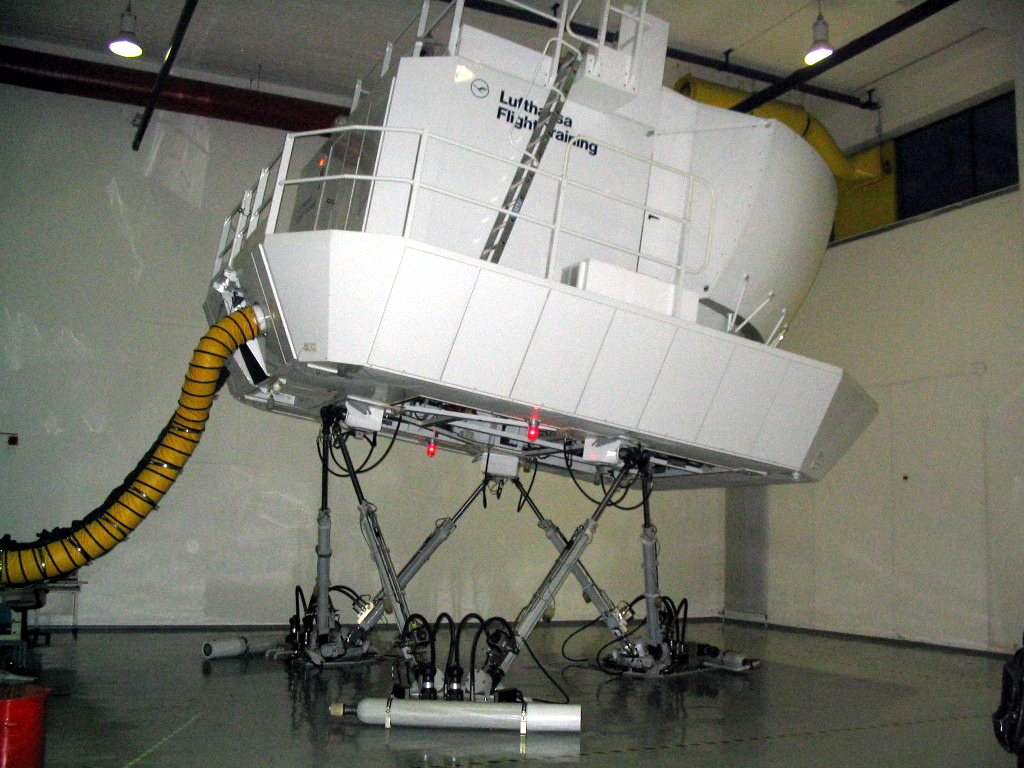
Simulateur de vol de la Lufthansa sur plateforme 6 axes.

La qualification de type (QT) (en anglais Type rating) est  une autorisation qui permet à un pilote de ligne d'exercer sa fonction sur un type d'aéronef particulier. La nécessité ou non de posséder une qualification de type est du ressort des autorités de l'aviation civile de chaque pays. Elle est délivrée par un Type rating training organisation. Dans la plupart des cas, les avions mono-pilotes qui ont une masse maximale inférieure à 5 700 kg ou 12 500 lb ne requièrent pas de QT.